# Эверс (судно)
Эверс — плоскодонное грузовое одномачтовое парусное судно, применявшееся в Европе для морского промысла и рыболовства, а также в качестве исследовательских и экспедиционных судов.

## Конструкция
Как правило, типичный эверс имел парусное вооружение, аналогичное парусам судов-тендеров, широкий, суживающийся к корме корпус с низкими бортами, транцевую корму, наклонный форштевень без бушприта и шверцы. Полная длина судна достигала 15 метров, ширина около 6,5 метра, высота борта около 1,5 метра, а осадка могла достигать 0,8 метра. Палуба эверса имела большую седловатость, под ней в носовой части и на корме обустраивались жилые помещения. С палубы вниз вёл люк средних размеров.

## Применение
Первоначально эверсы использовались ещё германскими племенами для морского промысла и рыболовства.
С XVIII века эверсы нашли применение в русских исследовательских экспедициях на Дальнем Востоке. Считается, что они послужили прообразом для ряда других типов судовых конструкций, например волжских романовок, а позднее — расшив.
В начале XVIII века эверсы в небольших количествах использовались в составе Каспийской военной флотилии Российского императорского флота.